# Стевица Кузмановски
Стевица Кузмановски (на македонска литературна норма: Стевица Кузмановски) е футболист и треньор по футбол от Северна Македония.

## Биография
Роден е на 16 ноември 1962 година в Тетово, тогава във Федерална Югославия, днес в Северна Македония. Като футболист е защитник, последователно на клубовете Тетекс (Тетово), Партизан (Белград), с който е шампион на Югославия и веднъж е носител на националната купа, ОФК Белград и Рад (Белград). Участва в юношеските и младежките формации на Югославия като има общо 48 мача и 5 гола.
Треньорската си кариера започва през 2000 г. като помощник на Звонко Варга в ОФК Белград, после става старши треньор на ОФК и Сремска Митровица. Има категория „А“, преди да бъде назначен за старши треньор на Славия е старши треньор на Беласица (Петрич).